# Samarjai Máté János
Samarjai Máté János (Galgóc, 1585. február 21. – Halászi, 1652) felső-dunamelléki református püspök, egyházi író, korai békéltető hittudós.

## Életpályája

### Tanulmányai és találkozása az "irenizmussal"
Samarjai Máté János 1607-ben hazai tanulmányai befejezése után Szencen, majd Nagyszombatban lett iskolamester, ekkor gyűjtött össze annyi pénzt, amiből később külföldre ment. Szenczi Molnár Benedektól kapott ajánló levelet, aki testvérének, Szenczi Molnár Albertnek ajánlotta őt: „…im mostan oda föl mégyen a szenczi iskolamester a János deák, kinek atyja is jóakaró bízott urunk volt, a Máté prédikátor. Azért igen kérem kegyelmedet, légy jóakarója, abban az idegen országban, mert az én fiamat is tanította két kántorig, melyre semmit sem adhattam ő kegyelmének.”
Heidelbergbe iratkozott be az egyetemre 1609-ben, ő is ahhoz az értelmiségi csoporthoz tartozott, amely erre a protestáns egyetemre évente tucatjával érkező neves diákok csoportja alkotott, olyanok mint Alvinci Pap Péter, Prágai András, Pécseli Király Imre, Lővei Szűcs (Pellionis) György, Geleji Katona István, Bojti Veres Gáspár stb., és akik Bethlen Gábor és Bocskai István törekvéseit igen erőteljesen támogatták. Pareus és Bethlen Gábor kora – a hitviták tüzében égve, és irénizmusra igyekezve – az elvont dogmatikai tételeket társadalmi és szellemi valóságként élte meg. Irenizmus (a gör. eiréné, ‘béke’ szóból): béke kedvéért történő megállapodás. A katolikus lexikon szerint: „megalkuvás”.

## Lelkészi pályájának kezdete
Az erdélyi fejedelemség tündöklése idején végleges társadalmi és politikai beilleszkedésüket keresték a protestánsok, a harmincéves háborúra készülődött Nyugat-Európa, a törökvész még nem múlt el, az ellenreformáció pedig már támadásba lendült. Mindennapos összecsapásokra és megpróbáltatásokra készültek valamennyi vitatkozáson és ennek jegyében írták tudós értekezéseiket a protestáns akadémiák magyar vándordiákjai.  
1611-ben tér vissza Magyarországra. Ekkor rövid ideig a nagyszombati iskola tanítója, majd Nagymegyeren lelkész 1614-től. 1618-ban került Halászira, ahol először lelkész, majd 1622-től felsődunamelléki református szuperintendens lesz 1652-ig és öt református esperesség tartozott alá. 

## Szuperintendensi tevékenysége
Ezt az egyházkerületet nevezték másképpen csallóköz-mátyusföldinek, komárominak, samarjai református egyházkerületnek is, és az esztergomi érsekség déli részén alakult a magyar ajkú protestánsok ugyanazon területen már pár évtizeddel előbb meglevő kerületének a megoszlása folytán.
A helvét irányhoz vonzódók a velük tartó Dobronoki Miklós püspöknek a vezetésével 1592 elején Galántán ültek össze zsinatra, mely megalkotta külön-külön mind hitelvi, mind igazgatási kánonait. Az előbbieket nem ismerjük, az utóbbiak az ún. „barsmegyei kánonok”, melyeket azonban már néhány év múltán felváltottak a tiszáninneniektől átvett ún. „felsőmagyarországi kánonok”.
Az egyházkerületnek, mely Moson, Győr, Pozsony, Komárom, Nyitra, Bars, Hont, Nógrád és Esztergom vármegyék területének vagy egészén, vagy egy-egy részén terjedt el, eleinte öt egyházmegyéje volt, úgymint: drégelypalánki, barshonti, komjáti, komáromi és samarjai. A XVII. században Komárom vármegye dunántúli része a teljes elpusztultság után lassanként ismét benépesedett, a többnyire református lakosságból a tatai egyházmegyét szervezték meg.. Ám ez még akkor nem volt önálló egyházmegye, amikor 1650-ben összesen 146 anyaegyházból állt a kerület. E század utolsó harmadában a hallatlan üldözések következtében rohamos apadásnak indult egyházainak száma, sőt miután 1675-től egészen 1711-ig még azt sem engedték a zűrzavaros idők, hogy püspököt választhasson, ez szintén elősegítette a hanyatlását és pusztulását. Úgyhogy samarjai és komjáti egyházmegyéit a belőlük maradt töredékek fenn se tudták tartani azután.

## Egyházi, tudományos tevékenysége
Számos hitvitában részt vett, könyveket írt, több kánont alkotott.

### A komjáti zsinat
Országos tekintélyű hittudorként vezette le az 1623-as komjáti zsinatot. Ezen a zsinaton óriási vita folyt a kálvinista lelkészek között az „una cum templis” kifejezésnek a bécsi béke rendelkezéseinek beiktatása felett. Ez a beiktatás azt jelentette volna, hogy a protestáns jobbágyok a katolikus földesurak alatt is maguknak követelhetik, protestánssá tehetik falujuk kegyúri jogú templomát. Ezzel szemben a földesurak a saját vallásuknak megfelelően használták az elvet és akár erőszakkal is kényszerítették a jobbágyaikat a vallásuk követésére.
Ez a kérdés csak később, a linzi békekötést követően az 1646/47-es országgyűlésen dől el, ott fogadják el a határozatokat és teszik törvénnyé. A 7. törvénycikk szerint ahol a templomot nem adták vissza a protestánsoknak, ott a földesúr 3 hónapon belül jelöljön ki telket új templom, paplak és iskola céljára, a temetőt és a harangokat használják közösen.
Ezen a zsinaton, majd 1646-ban a szatmárnémeti zsinaton foglalkoztak az egyházszervezet kérdéseivel. A komjáti zsinat kánonjait a dunántúli és dunamelléki területeken érvényesítették, míg a szatmárnémeti zsinat megbízásából Geleji Katona István erdélyi püspök által szerkesztett kánonkönyvet Erdélyben és a Tisza vidékén alkalmazták. A két kánonkönyv által felvázolt egyházszervezet annyiban különbözik egymástól, hogy a komjáti kánonok a kálvini elvek megvalósítását tűzik ki célul, míg a Geleji Katona-féle kánonkönyv nyíltan kimondta, hogy a mi igazgatási rendünk különbözik a más országokban meglévőktől, nálunk a presbiteri tisztséget kötelezően nem állítják fel. A presbitériumok szerepe nálunk a 17. század elejétől kezdődik. Az 1562/63. évben megtartott tarcal-tordai zsinat már említést tett róla, de az első világiakat is magába foglaló gyülekezeti presbitériumot 1617-ben Pápán Kanizsai Pálfi János lelkipásztor szénior alakította. Ezt a gyülekezet választotta és a városi magisztrátustól független volt. A presbitériumok azonban az ország keleti területein továbbra sem voltak jellemzőek.
Ugyanezen a komjáti zsinaton hozták létre a kálvinista egyházak belső életét szabályozó „komjáti” kánonokat, amelyek megalkotáshoz Samarjai neve fűződik és 1890-ig életben maradtak. „Cannones ecclesiastici in quinque classes distributi” címmel jelentek meg. Az egyes kánonok 5 osztályból állottak: 1. Az igaz hitről és püspökökről.; 2. Esperesekről.; 3. Lelkészekről.; 4. Iskolákról.; 5. Zsinatokról. Ez a beosztás megegyezik a dunántúli ágostai helvét evangélikus egyházak 1598. évi törvénykönyvével.
1615-ben az úrvacsora kérdésében a lutheránusok és kálvinisták megegyeztek, és ezt négy pontban alá is írták, a többi közelítési kísérlet, így Samarjaié is eredménytelen maradt.

### Kísérlet a békéltetésre
Az evangélikus és református egyház egyesítése érdekében lépett fel.
- előzmények

A reformáció óta még gyakrabban felmerültek és felmerülnek a különböző keresztény felekezetek között létesítendő unió iránti törekvések, különösen a protestánsoknál. A katolikusok és protestánsok között létesítendő unióra-ra nézve különösen V. Károly német-római császár tett több ízben intézkedést Németországban; ily célból rendeztette 1539. és 1540. a frankfurti, hagenaui és regensburgi vallási értekezleteket (l. Interim), de amelyek közül csak az utóbbin mutatkozott némi remény, de ez is nemsokára meghiúsult. Éppen így sikertelenek maradtak azon kísérletek is, melyeket I. Ferdinánd alatt, majd kissé később Staphylus, Wicel és Cassander tettek, kiknek egyesítési gondolati több protestáns hittudósnál is, mint Hugo Grotiusnál, Calixtus Györgynél visszhangra találtak. A XVII. század utóbbi felében az I. Lipót császár által is támogatott Cristóbal de Rojas y Spinola bécsújhelyi, Bossuet francia püspökök tettek kísérletet a katolikus és protestáns egyházak egyesítésére, de néhány év múlva, bár a nagy bölcsész és államférfi Leibniz is erősen buzgólkodott azon terv mellett, teljesen meghiúsult munkájuk s többé e tekintetben semmi remény sem mutatkozott.
Hazánkban némileg Gönczy István gönci lelkész egyengette az unió útját a XVII. század kezdetén Panharmonia c. művével, melyben Kálvinnak az ezt erősen gáncsoló Graver kassai evangélikus tanárral szemben védelmére kel. 
- Samarjai főbb munkái

Samarjai 1636 elején egyesítő szellemű szertartáskönyvet adott ki Lőcsén, amelyet előszeretettel használnak népies nyelvezete miatt. Ez a legelső magyar református agendás könyv és liturgia. Az óprotestáns köztes állapot ékes példája Samarjai Máté János ágendája, ez a liturgiát is értelmező legkorábbi magyar protestáns áttekintés. Ugyanabban az évben jelent meg, mint az igen hasonló szemléletű Öreg graduál valamint a puritán Medgyesi Pál angolból fordított kegyességi könyve a Praxis pietatis.
Fő műve: „Magyar Harmonia az az Augustana és az helvetica Confessió Articulusainak eggyező értelme. Mellyet samaraeus János Superintendens illyen ockal rendölt össze: hogy az articulusokban Fundamentumos ellenközés nem lévén: az két Confessiót követő atyafiak is az szeretet által egyenesc legyenek” E mellé mellékelte Paraesus David D. „Ireneicum”-ját : „XVIII rágalmas Articulusokra való feleletek és az eggyeségre kétféle indító okoc adattanac.”
A címlevél hátán két bibliai idézetet találhatunk, az ajánlást Szegedi Gáspár kedves házastársának, Enczi Orsolya asszonynak írja, 1628. január 23-ai kelettel. Javasolta az egyezséget, amely: „Lutherus és Zwinglius között lett Marpurgumban anno 1529. A wittenbergi egyezsége, mely Luther Márton és a helvetiai városokban levő evangélikusok között” köttetett. A könyvet Pápán nyomtatták Szepes-Várallyai Bernand Máténál 1628-ban.
Békítő kísérletére Lethenyei István, lutheránus csepregi prédikátor így válaszolt neki: „Mi a kálvinistákat lelki atyánkfiának nem ismerjük és soha azokat nem akarjuk ismerni”.
Pedig nagy szükség lett volna az összefogásra az elkülönülés helyett, hiszen az ellenreformáció ebben az időszakban a legaktívabb. Azt a módszert választották, hogy nagyobb rangú földesurakat térítenek vissza, így azok falvaikban is erőszakkal katolizálják jobbágyaikat. Samarjai halála (1652) után Halászi, az a mezőváros, amely a 17. században az ő idején szellemi központ a Szigetközben elveszítette jelentőségét és református hitét is. A visszatérítést a magyaróvári kapucinusok kezdték meg, majd Mária Terézia leányának, Mária Krisztina főhercegnő nyomására 1777-ben rekatolizáltak, új templomot építettek.
Az általa képviselt „békéltetés” (irenizmus) nem elvetendő, és nem biztos, hogy ennek oka a szolgai félelem, anyagi javak, protekció megszerzésének vágya, hízelgés stb.  Nem kell, hogy egyik v. mindkét fél a békesség kedvéért letérjen az igazság útjáról, lehetnek közös igazságok is. Ma sem jönnek rá sokan, hogy a béke is érték, amely nyugalmat, biztonságot, jólétet hozhat.

## Emlékezete
Emlékét a Samarjai Máté János Alapítvány őrzi.  2002-ben Halászin emléktáblát avattak emlékére  Archiválva 2014. szeptember 11-i dátummal a Wayback Machine-ben.